# Dicarpa simplex
Dicarpa simplex är en sjöpungsart som beskrevs av C.S. Millar 1955. Dicarpa simplex ingår i släktet Dicarpa och familjen Styelidae. Inga underarter finns listade i Catalogue of Life.